# Kolovics Zoltán
Kolovics Zoltán (Pécs, 1966. április 27. –) labdarúgó, hátvéd.

## Pályafutása
A Balatonlelle csapatában kezdte a labdarúgást. Ifjúsági korában játszott a Pécsi MSC és a Zalaegerszegi TE együtteseiben is. 1986 és 1992 között a Siófoki Bányász labdarúgója volt. Az élvonalban 1986. augusztus 17-én mutatkozott be a Tatabányai Bányász ellen, ahol 2–2-es döntetlen született. 1993 tavaszán a Paksi ASE, őszén a Stadler FC csapataiban szerepelt. 1994 elején visszatért Siófokra, ahol 1997-ig játszott. Ezután Györkönyben szerepelt, majd Balatonlellére igazolt.